# Paul Mouy
Paul Mouy (* 1888 in Lille; † 8. Oktober 1946 in Paris) war ein französischer Wissenschaftshistoriker, der sich vor allem mit kartesianischer Physik befasste.
Mouy war Philosophie-Lehrer an französischen Gymnasien (Lyzeen) und aktives Mitglied des Centre international de synthèse in Paris von Henri Berr und Aldo Mieli.
Als Philosoph war er von Léon Brunschvicg beeinflusst.

## Schriften
- Le lois du choc des corps d’après Malebranche, Paris 1927
- Le développment de la physique cartésienne, Paris 1934